# Wilhelm-Strauß-Straße 38 (Mönchengladbach)

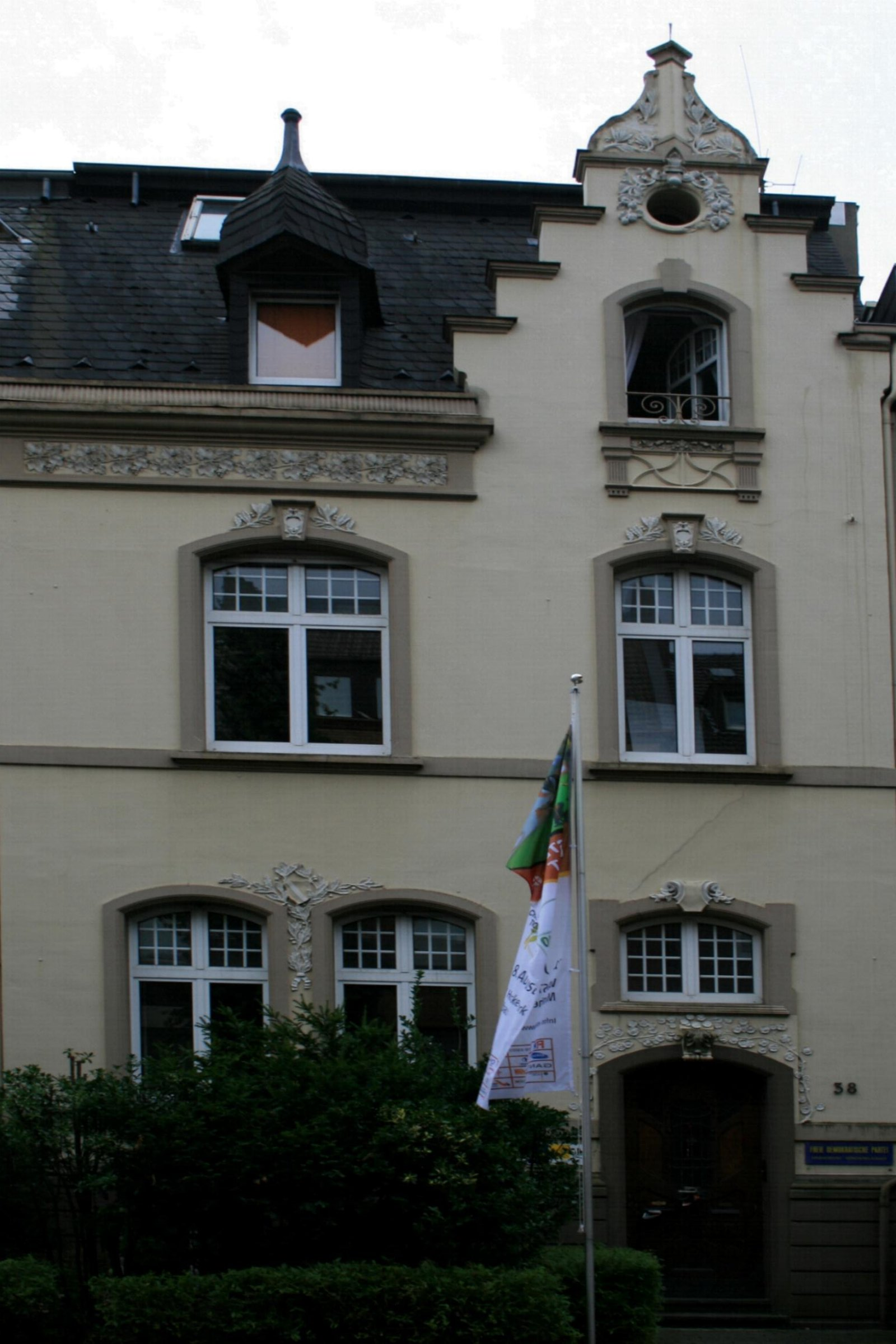
Wohngeschäftshaus (2010)

Das Wohngeschäftshaus Wilhelm-Strauß-Straße 38 steht im Stadtteil Rheydt in Mönchengladbach (Nordrhein-Westfalen).
Das Gebäude wurde um 1902 erbaut. Es ist unter Nr. W 019 am 29. August 1988 in die Denkmalliste der Stadt Mönchengladbach eingetragen worden.

## Lage
Die Wilhelm-Strauß-Straße liegt im Zentrum von Rheydt. Die Bebauung prägt sich aus historischen Objekten und Nachkriegsbauten sowie aus Wohn- und Geschäftshäusern.

## Architektur
Es handelt sich bei dem Gebäude um eine Doppelhaushälfte mit Haus Nr. 40. Das 1902 erbaute Haus ist traufenständig, zweigeschossig mit einem ausgebauten Dachgeschoss. Eine Unterschutzstellung des Objektes steht im öffentlichen Interesse.